# Lijst van premiers van Zweden
De minister-president of statsminister is het hoofd van de regering van Zweden. Voor 1876, toen Zweden zijn eerste premier kreeg, had de Zweedse ministerraad geen voorzitter anders dan de koning. De eerste minister-president van Zweden was Louis De Geer van 1876 tot 1880. Met 23 achtereenvolgende jaren was Tage Erlander de langstzittende minister-president. Hij was tussen 1946 en 1969 hoofd van de Zweedse regering.
De meest bekende persoon op deze post was waarschijnlijk Olof Palme, die in 1986 werd vermoord. De huidige minister-president van Zweden is Ulf Kristersson.
De ambtswoning van de premier van Zweden is Sagers huis.

## Premiers van Zweden (1876–1932)
| Nr.  | Premier              | Premier                          | Ambtstermijn      | Ambtstermijn      | Partij                     |
| ---- | -------------------- | -------------------------------- | ----------------- | ----------------- | -------------------------- |
| 1    | Louis De Geer sr     | Louis De Geer sr. (1818–1896)    | 20 maart 1876     | 19 april 1880     | Onafhankelijk Liberaal     |
| 2    | Arvid Posse          | Arvid Posse (1820–1901)          | 19 april 1880     | 13 juni 1883      | Lantmannapartiet           |
| 3    | Carl Johan Thyselius | Carl Johan Thyselius (1811–1891) | 13 juni 1883      | 6 mei 1884        | Onafhankelijk Conservatief |
| 4    | Robert Themptander   | Robert Themptander (1844–1897)   | 16 mei 1884       | 6 februari 1888   | Onafhankelijk Liberaal     |
| 5    | Gillis Bildt         | Gillis Bildt (1820–1894)         | 6 februari 1888   | 12 oktober 1889   | Onafhankelijk Conservatief |
| 6    | Gustaf Åkerhielm     | Gustaf Åkerhielm (1833–1900)     | 12 oktober 1889   | 10 juli 1891      | Protektionistiska parti    |
| 7    | Erik Gustaf Boström  | Erik Gustaf Boström (1842–1907)  | 10 juli 1891      | 12 september 1900 | Lantmannapartiet           |
| 8    | Fredrik von Otter    | Fredrik von Otter (1833–1910)    | 12 september 1900 | 5 juli 1902       | Onafhankelijk Liberaal     |
| (7)  | Erik Gustaf Boström  | Erik Gustaf Boström (1842–1907)  | 5 juli 1902       | 13 april 1905     | Lantmannapartiet           |
| 9    | Johan Ramstedt       | Johan Ramstedt (1852–1935)       | 13 april 1905     | 2 augustus 1905   | Onafhankelijk Liberaal     |
| 10   | Christian Lundeberg  | Christian Lundeberg (1842–1911)  | 2 augustus 1905   | 7 november 1905   | Protektionistiska parti    |
| 11   | Karl Staaff          | Karl Staaff (1860–1915)          | 7 november 1905   | 29 mei 1906       | Liberala parti             |
| 12   | Arvid Lindman        | Arvid Lindman (1862–1936)        | 29 mei 1906       | 7 oktober 1911    | Lantmannapartiet           |
| (11) | Karl Staaff          | Karl Staaff (1860–1915)          | 7 oktober 1911    | 17 februari 1914  | Liberala parti             |
| 13   | Hjalmar Hammarskjöld | Hjalmar Hammarskjöld (1862–1953) | 17 februari 1914  | 30 maart 1917     | Onafhankelijk Conservatief |
| 14   | Carl Swartz          | Carl Swartz (1858–1926)          | 30 maart 1917     | 19 oktober 1917   | Nationella parti           |
| 15   | Nils Edén            | Nils Edén (1871–1945)            | 19 oktober 1917   | 10 maart 1920     | Liberala parti             |
| 16   | Hjalmar Branting     | Hjalmar Branting (1860–1925)     | 10 maart 1920     | 27 oktober 1920   | Socialdemokraterna         |
| 17   | Louis De Geer jr.    | Louis De Geer jr. (1854–1935)    | 27 oktober 1920   | 23 februari 1921  | Onafhankelijk Liberaal     |
| 18   | Oscar von Sydow      | Oscar von Sydow (1873–1936)      | 23 februari 1921  | 13 oktober 1921   | Onafhankelijk Liberaal     |
| (16) | Hjalmar Branting     | Hjalmar Branting (1860–1925)     | 13 oktober 1921   | 19 april 1923     | Socialdemokraterna         |
| 19   | Ernst Trygger        | Ernst Trygger (1857-1943)        | 19 april 1923     | 18 oktober 1924   | Nationella parti           |
| (16) | Hjalmar Branting     | Hjalmar Branting (1860–1925)     | 18 oktober 1924   | 24 januari 1925   | Socialdemokraterna         |
| 20   | Rickard Sandler      | Rickard Sandler (1884–1964)      | 24 januari 1925   | 7 juni 1926       | Socialdemokraterna         |
| 21   | Carl Gustaf Ekman    | Carl Gustaf Ekman (1872–1945)    | 7 juni 1926       | 2 oktober 1928    | Frisinnade folkpartiet     |
| (12) | Arvid Lindman        | Arvid Lindman (1862–1936)        | 2 oktober 1928    | 7 juni 1930       | Lantmannapartiet           |
| (21) | Carl Gustaf Ekman    | Carl Gustaf Ekman (1872–1945)    | 7 juni 1930       | 6 augustus 1932   | Frisinnade folkpartiet     |
| 22   | Felix Hamrin         | Felix Hamrin (1875–1937)         | 6 augustus 1932   | 24 september 1932 | Frisinnade folkpartiet     |

## Premiers van Zweden (1932–heden)
| Nr.   | Premier van Zweden Sveriges statsminister | Premier van Zweden Sveriges statsminister | Premier van Zweden Sveriges statsminister | Ambtstermijn            | Ambtstermijn      | Partij(en)      | Kabinet(en)         | Verkiezing(en) |
| ----- | ----------------------------------------- | ----------------------------------------- | ----------------------------------------- | ----------------------- | ----------------- | --------------- | ------------------- | -------------- |
| 23    |                                           | Per Albin Hansson                         | Per Albin Hansson (1885–1946)             | 24 september 1932       | 19 juni 1936      | SAP             | Hansson I           | 1932           |
| 24    |                                           | Axel Pehrsson-Bramstorp                   | Axel Pehrsson- Bramstorp (1883–1954)      | 19 juni 1936            | 28 september 1936 | BB              | Pehrsson- Bramstorp | 1932           |
| (23)  |                                           | Per Albin Hansson                         | Per Albin Hansson (1885–1946)             | 28 september 1936       | 6 oktober 1946    | SAP             | Hansson II          | 1936           |
| (23)  | Hansson III                               | Per Albin Hansson                         | Per Albin Hansson (1885–1946)             | 28 september 1936       | 6 oktober 1946    | SAP             | 1940                |                |
| (23)  | Hansson IV                                | Per Albin Hansson                         | Per Albin Hansson (1885–1946)             | 28 september 1936       | 6 oktober 1946    | SAP             | 1944                |                |
| [ 3 ] | Hansson IV                                |                                           | Östen Undén                               | Östen Undén (1886–1974) | 6 oktober 1946    | 11 oktober 1946 | 1944                | SAP            |
| 25    |                                           | Tage Erlander                             | Tage Erlander (1901–1985)                 | 11 oktober 1946         | 14 oktober 1969   | SAP             | 1944                | Erlander I     |
| 25    | Erlander II                               | Tage Erlander                             | Tage Erlander (1901–1985)                 | 11 oktober 1946         | 14 oktober 1969   | SAP             | 1948                |                |
| 25    | Erlander III                              | Tage Erlander                             | Tage Erlander (1901–1985)                 | 11 oktober 1946         | 14 oktober 1969   | SAP             | 1952                |                |
| 25    | Erlander IV                               | Tage Erlander                             | Tage Erlander (1901–1985)                 | 11 oktober 1946         | 14 oktober 1969   | SAP             | 1956                |                |
| 25    | Erlander IV                               | Tage Erlander                             | Tage Erlander (1901–1985)                 | 11 oktober 1946         | 14 oktober 1969   | SAP             | 1958                |                |
| 25    | Erlander V                                | Tage Erlander                             | Tage Erlander (1901–1985)                 | 11 oktober 1946         | 14 oktober 1969   | SAP             | 1960                |                |
| 25    | Erlander VI                               | Tage Erlander                             | Tage Erlander (1901–1985)                 | 11 oktober 1946         | 14 oktober 1969   | SAP             | 1964                |                |
| 25    | Erlander VII                              | Tage Erlander                             | Tage Erlander (1901–1985)                 | 11 oktober 1946         | 14 oktober 1969   | SAP             | 1968                |                |
| 26    |                                           | Olof Palme                                | Olof Palme (1927–1986)                    | 14 oktober 1969         | 8 oktober 1976    | SAP             | 1968                | Palme I        |
| 26    | Palme II                                  | Olof Palme                                | Olof Palme (1927–1986)                    | 14 oktober 1969         | 8 oktober 1976    | SAP             | 1970                |                |
| 26    | Palme III                                 | Olof Palme                                | Olof Palme (1927–1986)                    | 14 oktober 1969         | 8 oktober 1976    | SAP             | 1973                |                |
| 27    |                                           | Thorbjörn Fälldin                         | Thorbjörn Fälldin (1926–2016)             | 8 oktober 1976          | 18 oktober 1978   | CP              | Fälldin I           | 1976           |
| 28    |                                           | Ola Ullsten                               | Ola Ullsten (1931–2018)                   | 18 oktober 1978         | 12 oktober 1979   | FP              | Ullsten             | 1976           |
| (27)  |                                           | Thorbjörn Fälldin                         | Thorbjörn Fälldin (1926–2016)             | 12 oktober 1979         | 8 oktober 1982    | CP              | Fälldin II          | 1979           |
| (27)  | Fälldin III                               | Thorbjörn Fälldin                         | Thorbjörn Fälldin (1926–2016)             | 12 oktober 1979         | 8 oktober 1982    | CP              |                     | 1979           |
| (26)  |                                           | Olof Palme                                | Olof Palme (1927–1986)                    | 8 oktober 1982          | 28 februari 1986  | SAP             | Palme IV            | 1982           |
| (26)  | Palme V                                   | Olof Palme                                | Olof Palme (1927–1986)                    | 8 oktober 1982          | 28 februari 1986  | SAP             | 1985                |                |
| [ 5 ] | Palme V                                   |                                           | Ingvar Carlsson                           | Ingvar Carlsson (1934)  | 28 februari 1986  | 12 maart 1986   | 1985                | SAP            |
| 29    | 12 maart 1986                             | 4 oktober 1991                            | Ingvar Carlsson                           | Ingvar Carlsson (1934)  | Carlsson I        |                 | 1985                | SAP            |
| 29    | 12 maart 1986                             | 4 oktober 1991                            | Ingvar Carlsson                           | Ingvar Carlsson (1934)  | Carlsson I        | 1988            |                     | SAP            |
| 29    | 12 maart 1986                             | 4 oktober 1991                            | Ingvar Carlsson                           | Ingvar Carlsson (1934)  | Carlsson II       |                 |                     | SAP            |
| 30    |                                           | Carl Bildt                                | Carl Bildt (1949)                         | 4 oktober 1991          | 7 oktober 1994    | MS              | Bildt               | 1991           |
| (29)  |                                           | Ingvar Carlsson                           | Ingvar Carlsson (1934)                    | 7 oktober 1994          | 22 maart 1996     | SAP             | Carlsson III        | 1994           |
| 31    |                                           | Göran Persson                             | Göran Persson (1949)                      | 22 maart 1996           | 6 oktober 2006    | SAP             | Persson I           | 1994           |
| 31    | Persson II                                | Göran Persson                             | Göran Persson (1949)                      | 22 maart 1996           | 6 oktober 2006    | SAP             | 1998                |                |
| 31    | Persson III                               | Göran Persson                             | Göran Persson (1949)                      | 22 maart 1996           | 6 oktober 2006    | SAP             | 2002                |                |
| 32    |                                           | Fredrik Reinfeldt                         | Fredrik Reinfeldt (1965)                  | 6 oktober 2006          | 3 oktober 2014    | MS              | Reinfeldt I         | 2006           |
| 32    | Reinfeldt II                              | Fredrik Reinfeldt                         | Fredrik Reinfeldt (1965)                  | 6 oktober 2006          | 3 oktober 2014    | MS              | 2010                |                |
| 33    |                                           | Stefan Löfven                             | Stefan Löfven (1957)                      | 3 oktober 2014          | 30 november 2021  | SAP             | Löfven I            | 2014           |
| 33    | Löfven II                                 | Stefan Löfven                             | Stefan Löfven (1957)                      | 3 oktober 2014          | 30 november 2021  | SAP             | 2018                |                |
| 33    | Löfven III                                | Stefan Löfven                             | Stefan Löfven (1957)                      | 3 oktober 2014          | 30 november 2021  | SAP             | 2018                |                |
| 34    |                                           | Magdalena Andersson                       | Magdalena Andersson (1967)                | 30 november 2021        | 18 oktober 2022   | SAP             | 2018                | Andersson      |
| 35    |                                           | Ulf Kristersson                           | Ulf Kristersson (1963)                    | 18 oktober 2022         | heden             | MS              | Kristersson         | 2022           |